# Jeu d'action-aventure

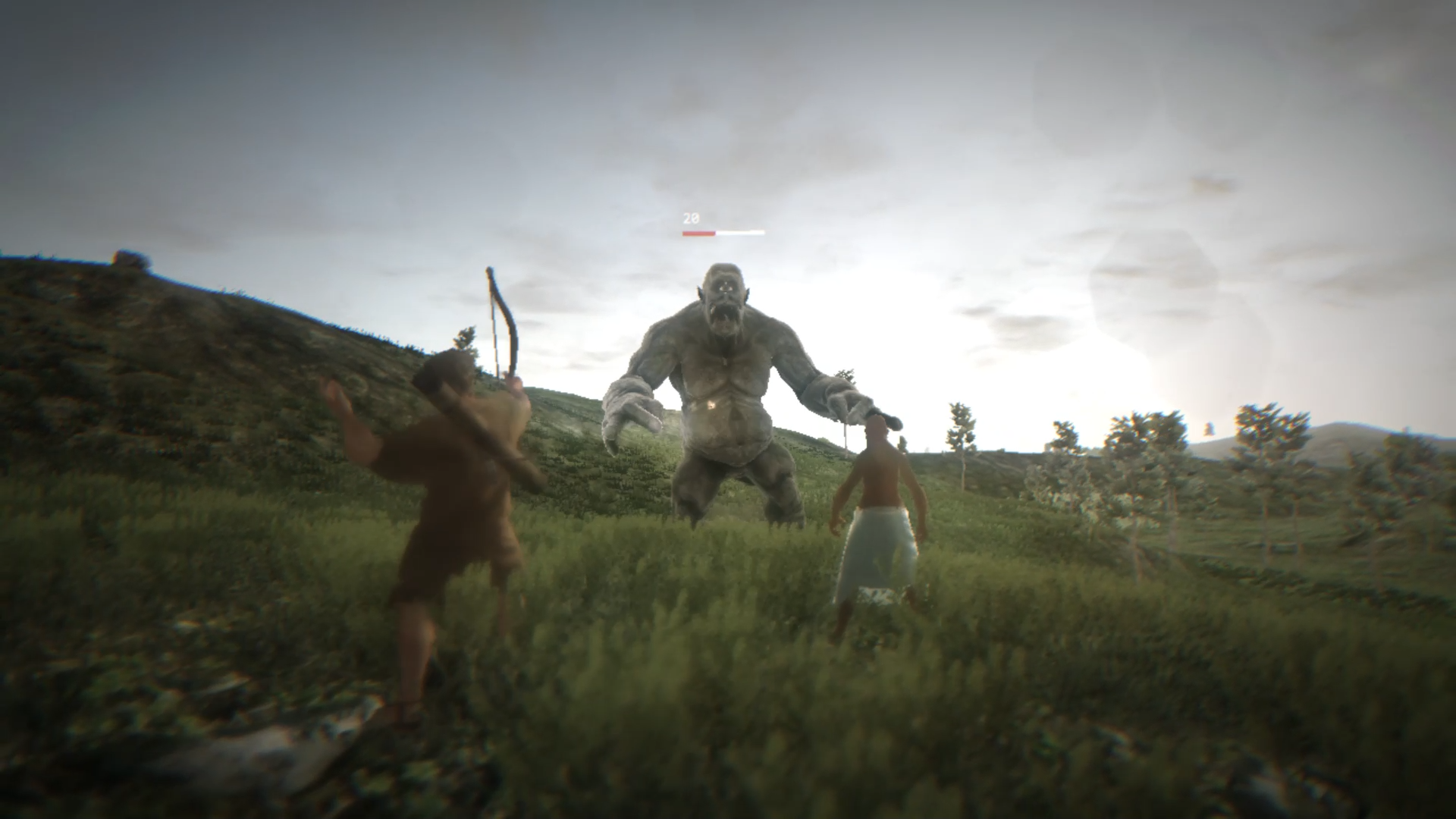
Capture d'écran d'un jeu avec un système de verrouillage automatique qui permet au joueur de se concentrer sur les cibles.

Le jeu d'action-aventure est un genre de jeu vidéo qui combine les éléments du jeu d'aventure avec certains éléments du jeu d'action. Ce sont des jeux dont le gameplay tend vers un équilibre entre d'une part des éléments d'exploration (environnement ouvert), d'investigation (collecte d'objets, d'indices) et/ou de résolution de problèmes et d'autre part, des éléments d'action en temps réel. 
Par nature hybride, le jeu d'aventure-action a des frontières assez floues et cumule les questionnements propres aux genres qu'il chevauche : action (plates-formes, combats, tir), rôle et aventure. L'article donne un aperçu général des différentes acceptions rencontrées du terme. 

## Histoire

### Origine
Le premier jeu d'aventure-action, sinon l'un des premiers, est Adventure de Warren Robinett,
sorti en 1979 sur Atari 2600. Le jeu est librement adapté du premier jeu d'aventure textuel, Advent de Don Woods et Willie Crowther (plus connu sous le nom de Colossal Cave Adventure, 1972-76). Aussi réductrice qu'elle puisse paraître, cette adaptation arbore une complexité sans précédent pour un jeu basé sur un contrôle en temps réel. Jusqu'alors, les standards du jeu d'action, comme Pong, Breakout, Space Invaders, défient essentiellement les réflexes du joueur et font preuve d'une grande linéarité. Adventure met l'accent sur l'exploration en proposant un « monde ouvert », un réseau de pièces et de labyrinthes répartis sur 30 écrans fixes et introduit le concept d'objet interactif et mobile. Adventure fait appel au raisonnement du joueur et investit sans doute plus qu'à l'accoutumée son imaginaire : le but du jeu n'est plus le high score mais le calice enchanté, le moyen n'est plus seulement la force (éviter ou tuer les dragons) mais aussi l'exploration (retrouver les objets) et l'expérimentation (assimiler les ressorts interactifs qui leur sont liés). Le jeu d'Atari Games augure de nouveaux horizons pour le jeu vidéo et démontre en s'écoulant à plus d'un million exemplaires que le public peut y être réceptif. L'avancée opérée par le jeu et son influence ne doivent cependant pas être circonscrites au genre action-aventure : il préfigure également des jeux aux concepts plus élaborés (par exemple, Pitfall!, Ultima I), et parfois même d'une apparente simplicité (Pac-Man, par la rationalisation du concept de labyrinthe).

### Ère 8-bit et 16-bit
Au début des années 1980, le jeu vidéo (ses codes, ses genres) reste à inventer. Sur consoles de deuxième génération, les jeux d'action-aventure se cherchent encore et peinent à être catégorisé. C'est sur les ordinateurs personnels 8-bit comme le ZX Spectrum et le Commodore 64, plus puissants, que les premiers courants reconnaissables du genre vont se développer. La presse spécialisée britannique introduit l'expression arcade aventure tandis que le magazine français Tilt avance le terme aventure/action.
Les jeux de l'équipe Mikro-Gen mettant en scène Wally Weeks et sa famille connaîtront un certain succès : Automania, Pyjamarama (1984), Three Weeks in Paradise (1985). Dans des environnements en vue de profil, le but est de résoudre une série d'énigmes en collectant des objets. Everyone's a Wally (1985) est sans doute l'un des premiers jeux du genre qui permettent d'alterner entre des personnages au profil varié. Pour compenser le manque d'action et divertir le joueur entre deux phases d'investigation, des mini-jeux d'arcade étaient souvent implémentés. Le studio britannique Ashby Computer & Graphics des frères Stamper (plus connu sous le label Ultimate Play the Game et plus tard rebaptisé Rare) vont explorer différentes pistes, notamment à travers les séries de jeux mettant en scène Sabre Man et Sir Arthur. Atic Atac (1983) et Sabre Wulf (1984), en vue de dessus, sont essentiellement des évolutions des jeux de labyrinthe qui pullulaient à la génération précédente. Il faut explorer un réseau de pièces à la recherche d'objets-clés tout en se débarrassant d'ennemis. The Staff of Karnath (1984) et sa suite Entombed (1985) sur Commodore 64 proposent un système de jeu plus posé, davantage porté vers les énigmes.

### 3D isométrique
Pour le second épisode de la série Sabreman, Knight Lore (1984), Ultimate inaugure le moteur de jeu Filmation. Le procédé génère des environnements en perspective isométrique qui facilite la représentation d'un espace tridimensionnel : par abus de langage, on parle de 3D isométrique. Le personnage peut être déplacé relativement précisément à la fois sur le plan horizontal (les quatre directions cardinales) et sur l'axe vertical (gestion du saut). Le joueur doit explorer un labyrinthe pièce par pièce (une pièce = un écran) avec une progression méthodique, qui challenge autant l'esprit du joueur que son habileté : il doit contourner des pièges et résoudre des problèmes, souvent de nature spatiale et impliquant une dimension « plates-formes ». L'une des particularités du jeu tient à ce que le héros se transforme à cycle régulier en loup-garou, le rendant plus vulnérables aux ennemis. Le jeu fut un succès et inaugura un véritable courant.
The Edge apporte au moins un classique au genre, Fairlight (1985) de Bo Jangeborg. Ici, les énigmes sont davantage liées à la trame, qui prend plus la forme d'une quête : parvenir à s'échapper d'un château. C'est l'un des premiers jeux à implémenter des objets aux propriétés physiques réalistes, ce qui deviendra un trait caractéristique de ce type de jeu. Cet aspect sera particulièrement poussé dans Inside Outing (rebaptisé Raffles, 1988) de Michael St Aubyn, dans lequel le joueur incarne un cambrioleur commissionné pour retrouver douze joyaux dans une étrange demeure.
La société mancunienne Ocean Software va apporter plusieurs jeux populaires. Head over Heels (1987), du duo Jon Ritman et Bernie Drummond, s'inscrit dans la lignée de Knight Lore mais la progression repose sur la bonne collaboration entre deux personnages. The Great Escape (1986) de Denton Designs est l'adaptation du film homonyme et propose une 3D isométrique à scrolling : c'est l'un des jeux les plus appréciés sur ZX Spectrum. Dans M.O.V.I.E. de Dusko Dimitrijevic (1986), le joueur incarne un détective dans le New-York des années 1930. Le rythme de jeu et son interface le rapproche cependant davantage du jeu d'aventure traditionnel.
Solstice (1989) sur Nintendo Entertainment System (NES) et Equinox (1994) sur Super Nintendo de Software Creations sont des exemples de l'intrusion du courant sur consoles de jeu. Si le genre est dominé par les productions britanniques, le studio français ERE Informatique a apporté les ingénieux Crafton et Xunk (1986) et L'Ange de Crystal (1988) de Remi Herbulot et Michel Rho sur Amstrad CPC. Avec l'arrivée des 16-bit, l'action-aventure en 3D isométrique va soudainement passer de mode avant de revenir ensuite de manière isolé mais souvent remarquable, parfois influencé par le jeu vidéo de rôle. Quelques exemples : Cadaver (1990) des Bitmap Brothers, The Immortal (1990) de Sandcastle, Heimdall (1991) de Core Design ou encore Little Big Adventure (1994) d'Adeline Software.

### Influence japonaise
Le jeu d'aventure-action en vue de dessus The Legend of Zelda (1986) du japonais Shigeru Miyamoto sur NES combine les éléments d'exploration d'un monde étendu propre au jeu vidéo de rôle (RPG) avec des combats en temps réel. Nintendo donne naissance à la série la plus populaire du genre avec 52 millions d'exemplaires écoulés. L'impact de Zelda est important, influençant de nombreux jeux, en particulier ceux du sous-genre naissant de l'action-RPG « à la japonaise » (auquel son appartenance est souvent débattue).
L'action-RPG nippon peut être considéré comme une passerelle entre le RPG, dont il hérite la gestion des compétences de personnages, et le jeu d'action-aventure, avec qui ils partagent des combats en temps réel minimalistes, surtout quand ceux-ci ne cannibalisent pas l'expérience de jeu (collecte d'objets, énigmes). La série Ys (1987) de Nihon Falcom sur PC-88 et MSX, Crystalis (1990) de SNK sur NES, Mystic Quest (1991) de Square sur Game Boy et sa suite Secret of Mana (1993) sur Super Nintendo sont quelques représentants de l'époque. Landstalker (1992) de Climax Entertainment et Light Crusader (1995) de Treasure sur Mega Drive illustrent assez bien les influences réciproques en recourant à une 3D isométrique avec des énigmes spatiales dans la tradition européenne.

### De la plate-forme à l'aventure-action
En 1989, Brøderbund commercialise Prince of Persia (PoP) de Jordan Mechner sur Apple II. Le jeu de l'américain se détourne des codes du jeu de plates-formes, établis jusque-là par les productions japonaises. Le personnage incarné est de taille humaine, avec des capacités physiques vraisemblables; c'est un héros athlétique mais faillible qui doit braver des dangers tangibles, implacablement mortels. Cette approche implique une progression rigoureuse et réfléchie, presque contre-intuitive à l'époque : on parle parfois de « jeu de plates-formes méthodique ». L'autre apport de PoP concerne le récit, qui prend place dans le cadre dépaysant mais "réaliste" des contes des Milles et Une Nuits. L'histoire n'a rien d'original, ni de particulièrement développée, mais son traitement fait figure de petite révolution, en étant subtilement intégrée à l'expérience de jeu,. Les avancées opérées, à la fois en termes de game design (les mouvements du personnage, le mélange d'action et d'énigmes, la narration) et de réalisation (l'utilisation de la technique de rotoscopie pour créer les animations) inspirera plus ou moins directement toute une génération de jeu d'action-aventure en 3D.
The Legend of Zelda: Ocarina of Time est le premier jeu à introduire le principe de « visée Z » (qui permet grâce à la gâchette Z de « verrouiller » un ennemi pour lui tourner autour sans avoir à s'embarrasser des problèmes de caméra), aujourd'hui répandu dans la plupart des jeux d'action sur consoles,,.